# Ốc bươu vàng
Ốc bươu vàng (danh pháp khoa học: Pomacea canaliculata), là loại ốc thuộc họ Ampullariidae, lớp Chân bụng (Gastropoda), ngành Thân mềm (Mollusca), có nguồn gốc Trung và Nam Mỹ. Ốc được du nhập vào Việt Nam trong những năm 1985-1988 để chăn nuôi làm thức ăn, nhưng đã thoát ra tự nhiên và trở thành một trong những sinh vật gây hại nghiêm trọng nhất cho nền nông nghiệp Việt Nam.

## Đặc điểm sinh học

### Cấu tạo
Ốc trưởng thành cỡ lớn, dạng mập tròn, gồm đầu, thân và chân. Đầu có hai đôi xúc tu (một đôi dài và một đôi ngắn). Thân nằm trên chân, là một khối xoắn ẩn kín trong vỏ. Chân rộng, hình đĩa, màu trắng kem nằm ở phía bụng. Mặt lưng của chân có nắp vỏ che đậy. Đầu và chân thường thò ra ngoài vỏ khi di chuyển. Toàn bộ cơ thể ốc nằm trong lớp vỏ.
Con đực có vảy miệng hơi nhô gợn sóng, con cái có vảy miệng bằng phẳng hơi lõm xuống. Ốc bươu vàng thường ẩn náu dưới bùn, bờ ao, bờ mương, hồ khó phát hiện. Đêm xuống, chúng lên mặt nước cắn ngang thân cây lúa, ăn trụi thành từng đám, khiến nhiều diện tích lúa bị chết hoàn toàn. 
Ốc bươu vàng là loại thức ăn giàu đạm, khoáng và sinh tố... nên thường dùng làm thức ăn bổ sung, đạm, khoáng và sinh tố cho gia cầm ăn thường xuyên.

### Sinh sản

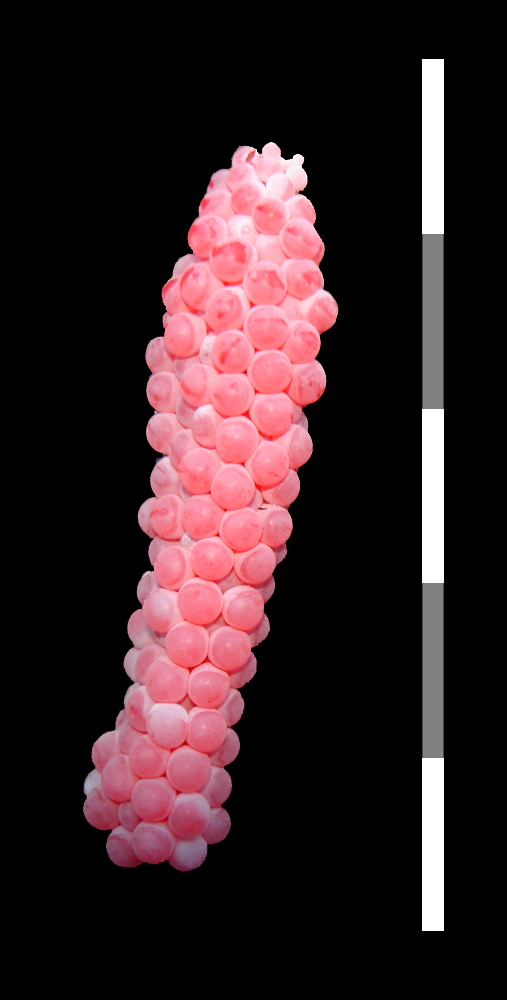
Trứng ốc bươu vàng

Ốc thuộc nhóm thụ tinh trong, thường đẻ trứng vào chiều tối. Khi đẻ leo lên giá thể cao trên mặt nước, trứng bám thành chùm, màu hồng, có khoảng 120 - 500 trứng. Trứng nở sau 12 - 15 ngày, nở hết trong 2 - 7 ngày. Tỉ lệ nở khoảng 70%, tỉ lệ sống sau 10 ngày tuổi khoảng 80%. Tuổi thành thục sớm 100 ngày, thời gian tái phát dục ngắn, khoảng 3 ngày. Khi thời tiết ấm lên cũng là lúc ốc bươu vàng sinh sản mạnh.
Tuổi thọ 2 - 4 năm. Trong quần đàn, tỉ lệ con đực/cái khoảng 1/4. Tuỳ theo loại thức ăn có được mà tốc độ sinh trưởng nhanh, chậm khác nhau. Ốc bươu vàng ăn thực vật, thức ăn ưa thích là xà lách, bèo tấm, mạ non, rau muống, vv... ốc bươu vàng là đối tượng hại lúa hay dưa hấu, đặc biệt là mạ dưới 3 tuần có thể bị ốc ăn hết toàn bộ.
Ốc bươu vàng giao phối với ốc bươu bản địa, ốc lác. Lai tạo thế hệ ốc mới có đặc tính khác biệt như: mài ốc cứng hơn (kế thừa từ ốc bản địa), cấu trúc vỏ + màu trứng + kích cỡ trứng + đặc điểm khi sinh sản giống với ốc bươu vàng "gốc". Đây cũng là nguyên nhân chính dẫn đến ốc bản địa dần biến mất.

### Tại Việt Nam
Ở Việt Nam, ốc bươu vàng được dùng làm thức ăn cho tôm, cá và gia súc và có thể chế biến thành nhiều món ăn ngon. Ốc được du nhập vào Việt Nam để nuôi làm thực phẩm và xuất khẩu vào khoảng năm 1988. Sau đó chúng thoát ra ngoài tự nhiên và gặp điều kiện sinh sống thích hợp nên đã phát triển thành loài động vật gây hại trầm trọng cho lúa ở hầu hết các tỉnh phía Nam. Có thể nói, hiện ốc bươu vàng vẫn là loài động vật gây hại bậc nhất đối với nền nông nghiệp Việt Nam do ốc bươu vàng sinh trưởng chủ yếu vào vụ hè thu, đặc biệt là mùa nước nổi. Ốc bươu vàng hiện nay bị xếp vào đối tượng bị cấm nuôi ở Việt Nam.
Những năm gần đây, phía Trung Quốc tiếp tục lại có chính sách thu mua ốc bươu vàng và điều này làm dấy lên phong trao thu gom ốc bán cho tư thương Trung Quốc, nhưng để bán được ốc cho đại lý thu gom cũng đòi hỏi nhiều công đoạn. Trung Quốc chỉ thu mua ruột ốc, nên người dân muốn bán ốc phải thực hiện công đoạn đun nước sôi, luộc ốc, khêu ốc và kết quả là nhiều địa phương phải giải quyết vấn đề bãi rác vỏ ốc bươu vàng, dẫn đến tình trạng thương lái Trung Quốc mua ốc, chính quyền Việt Nam đổ vỏ.

## Hình ảnh

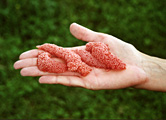
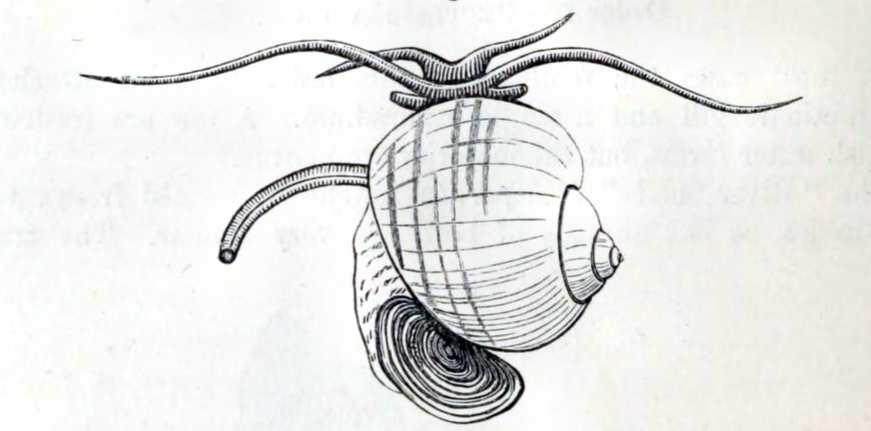
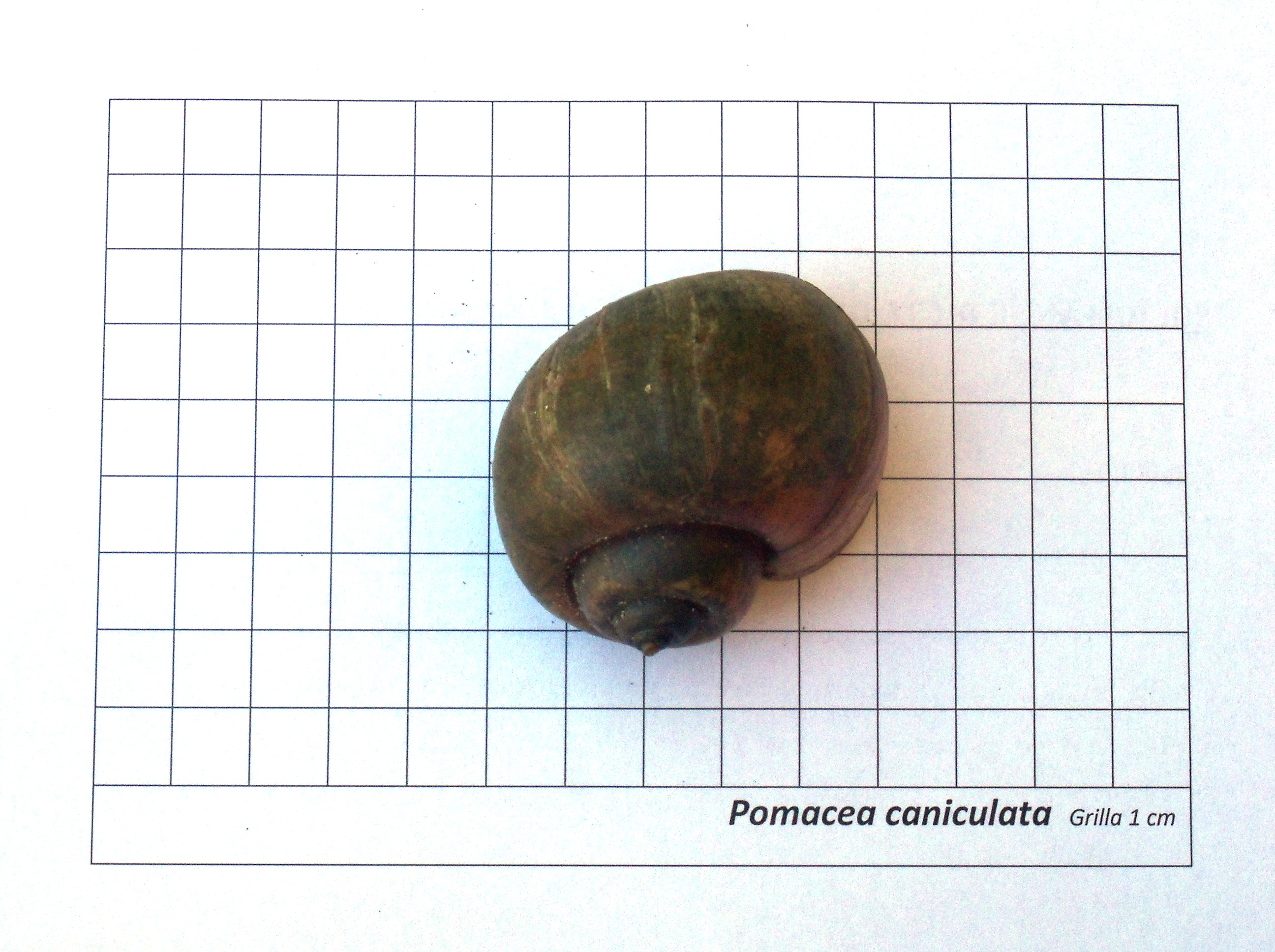
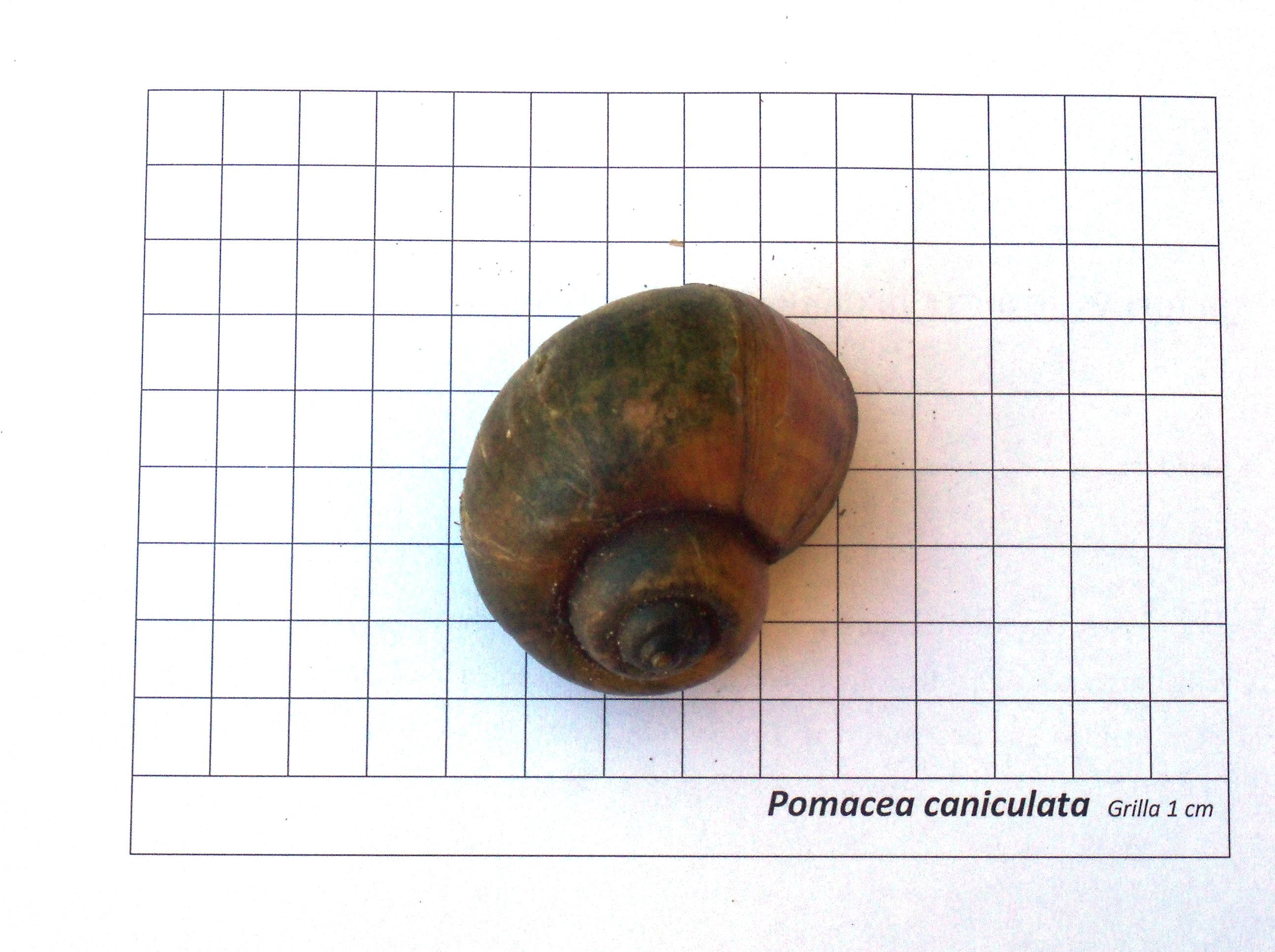